# John Farnham

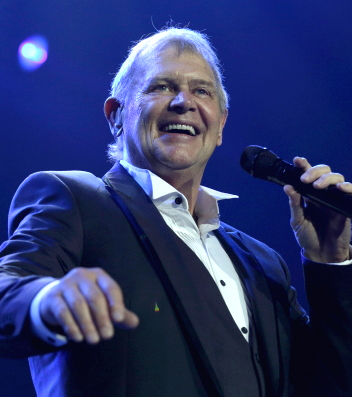
John Farnham

John Peter Farnham (Dagenham, 1 juli 1949) is een Australische zanger van Britse afkomst. Internationaal is hij slechts matig bekend, maar in Australië is hij al decennia een van de bekendste musici.
Samen met zijn ouders verhuisde hij in 1959 naar Australië. Zijn eerste commerciële succes had hij met de song "Sadie the Cleaning Lady" waarvan 180.000 exemplaren werden verkocht; destijds een record voor Australië. In de jaren zeventig deed hij mee in verschillende televisieseries. In de serie Bobby Dazzler (1977) speelde hij een popster die "Bobby Farrell" heet.
Van 1981 tot 1984 was hij het gezicht van de Little River Band waarmee hij drie albums maakte. Farnham begon een solocarrière en brak in 1986-1987 door met het album Whispering Jack en de van dit album afkomstige hit "You're the Voice". Het album stond 25 weken op de eerste plaats. Sindsdien was hij in talloze producties en concerten te zien, zoals bij de Olympische Zomerspelen van 2000 in Sydney toen hij samen met Olivia Newton-John optrad.
Farnham is sinds 1973 gehuwd met Jillian Billman en ze hebben samen twee zoons, Robert en James. In 1987 kreeg hij de titel Australiër van het jaar.

## Singles
| Single met eventuele hitnotering(en) in de Nederlandse Top 40 | Datum van verschijnen | Datum van binnenkomst | Hoogste positie | Aantal weken | Opmerkingen |
| ------------------------------------------------------------- | --------------------- | --------------------- | --------------- | ------------ | ----------- |
| You're the Voice                                              |                       | 14-2-1987             | 15              | 7            |             |
| Age of Reason                                                 |                       | 1-10-1988             | 28              | 4            |             |
| That's Freedom                                                |                       | 20-10-1990            | 38              | 3            |             |

## NPO Radio 2 Top 2000
| Nummer met noteringen in de NPO Radio 2 Top 2000 | '99 | '00 | '01 | '02 | '03 | '04 | '05 | '06 | '07 | '08 | '09 | '10  | '11  | '12 | '13 | '14 | '15 | '16 | '17 | '18  | '19  | '20  | '21  | '22 | '23  | '24  |
| ------------------------------------------------ | --- | --- | --- | --- | --- | --- | --- | --- | --- | --- | --- | ---- | ---- | --- | --- | --- | --- | --- | --- | ---- | ---- | ---- | ---- | --- | ---- | ---- |
| You're the Voice                                 | 509 | 662 | 838 | 649 | 729 | 781 | 692 | 689 | 881 | 726 | 938 | 1076 | 1000 | 748 | 726 | 895 | 800 | 994 | 880 | 1145 | 1137 | 1116 | 1016 | 931 | 1049 | 1167 |

1. ↑  Een vetgedrukt getal geeft de hoogste notering aan.